# Binhai Mass Transit
Le Binhai Mass Transit (BMT, 濱海快速) de Tianjin est un des deux systèmes de métro de la municipalité, le second étant le métro de Tianjin. BMT est une ligne de métro qui dessert Binhai New Area et TEDA. La ligne 1 est entrée en service le 28 mars 2004 et la partie occidentale sera prolongée jusqu'à la ligne 9 du métro de Tianjin.

## Introduction
La longueur totale de Zhongshanmen à Donghailu est de 45,409 km, dont 39,915 km sont surélevés et 5,494 km sur le sol. Il faut environ une heure pour parcourir toute la ligne. Une grande partie de la ligne longe la voie express Jintang.
Le train peut voyager à 100 km/h, ce qui constitue un record de vitesse pour un système de métro en Chine. Sur les quatre ponts de la ligne, les ponts no 4 et 1 sont les plus longs et la voie n'utilise pas de ballast ; les ponts no 2 et 3 sont ballastés. Le premier pont entre la route Guanghua et Babao (entre les stations Dongxinglu et Zhongshanmen) est long de 25,8 km et constitue le plus long pont utilisé par un métro en Chine.

## histoire
- 18 mai 2001 - Début de la construction
- 30 septembre 2003 - Fin de la construction
- 28 mars 2004 - Début du service, six stations sont opérationnelles : Zhongshanmen, Donglikaifaqu, Gangguangongsi, Yanghuoshichang, Dongtinglu, et Donghailu. Le prix du ticket est de 3 yuans pour moins de 30 km et 5 yuans pour plus de 30 km. Le premier train part à 7h et le dernier à 19h. Hujiayuan est une station spéciale ouverte au personnel de BMT et la station Huizhanzhongxin près du stade de football de TEDA est seulement ouverte pour les matchs de football et tout autre évènement spécial.
- 25 mai 2004 - Ouverture de la station Yihaoqiao
- 13 septembre 2004 - Les horaires d'ouverture passent à 6h30-19h00
- 18 octobre 2004 - Ouverture de la station Shiminguangchang
- 27 mars 2005 - Ouverture de la station Huizhanzhongxin pour tous les jours
- 28 avril 2005 - Ouverture de la station Erhaoqiao, Fermeture de la station Yihaoqiao. Inauguration des systèmes automatiques de vente de contrôle des tickets. Le prix du ticket est de 2, 3, 4, 5 ou 6 yuans en fonction de la distance parcourue. Les horaires d'ouverture passent à 6h30-20h00.
- Fin 2005 ou début 2006 - Renommage de la station Yanghuoshichang en Tanggu et de la station Dongtinglu en Taida.
- 1er mars 2006 - Réouverture de la station Yihaoqiao ; ouvertures des stations Xinlizhen, Xiaodongzhuang, Junliangcheng et Hujiayuan, ce qui amène le nombre de stations en service à 14.
- 28 mars 2006 - À 11h, les trains deviennent automatiques et le temps total de voyage sur la ligne passe de 49 min à 47,5 min.
- 1er mai 2006 - Les horaires d'ouverture passent à 6h30-21h00.

## Lignes en service
| Numéro et nom | Numéro et nom                | Terminaux                          | Correspondance | Année de mise en service |
| ------------- | ---------------------------- | ---------------------------------- | -------------- | ------------------------ |
| 9             | Ligne 9                      | Zhongshanmen - Donghai Lu          | T              | 2004                     |
| T             | TEDA Modern Guided Rail Tram | TEDA - Nord du district de Collège | 9              | 2007                     |

### Ligne 9 (bleu)
La ligne 9 est longue de 45,409 km. Sa mise en service remonte au 28 mars 2004, ainsi que la plupart des stations de la ligne.
- Au 28 mars 2004 : Zhongshanmen - Donghai Lu

### TEDA Modern Guided Rail Tram
TEDA Modern Guided Rail Tram (ou TEDA MGRT) circule entre TEDA et le nord du district du Collège sur 7,86 km. Il a ouvert le 10 mai 2007.
- Au 10 mai 2007 : TEDA - Nord du district du Collège

## Lignes en construction et future extension

### Ligne B1
Actuellement en construction, sera opérationnel en 2023.

### Ligne B2
Cette ligne est planifiée et reliera finalement la ligne 1 du métro de Tianjin.

### Ligne B3
Cette ligne est planifiée et reliera finalement la ligne 4 du métro de Tianjin.

### Ligne B4
Cette ligne est planifiée et reliera finalement la ligne 2 du métro de Tianjin.

### Ligne B5
Cette ligne est planifiée.

### Ligne B6
Cette ligne est planifiée.

### Ligne B7
Cette ligne est planifiée et reliera finalement la ligne 5 du métro de Tianjin.

### Ligne B8
Cette ligne est planifiée.

### Ligne B9
Cette ligne est planifiée.